# 0 mars
Le 0 mars est une date fictive conventionnelle utilisée dans certaines éphémérides astronomiques pour désigner le jour précédant le 1er mars. Cet artifice permet de faire fonctionner plus simplement l’algorithme de la Doomsday rule inventé par John Conway. Ce jour est identique au dernier jour du mois de février.
Pour des raisons similaires la date fictive du 0 janvier est parfois utilisée. 